# 内藤就貫
内藤 就貫（ないとう なりつら）は、江戸時代初期の長州藩士。父は内藤元幸。

## 生涯
寛永5年（1628年）、長州藩士・内藤元幸の三男として生まれる。
毛利秀就の側近として仕え、寛永12年（1635年）1月11日に外記の仮名を与えられた。正保2年（1645年）5月5日に半右衛門尉の仮名に改められると共に、「就」の偏諱を与えられて就貫と名乗った。
天和3年（1684年）11月27日に57歳で死去し子の貫俊が跡を継いだ。